# Puchar Azji w narciarstwie dowolnym 2024/2025
Puchar Azji w narciarstwie dowolnym 2024/2025 rozpoczął się 7 stycznia 2025 r. w chińskim ośrodku narciarskim Beidahu, a zakończył 9 marca tego samego roku w japońskim ośrodku narciarskim Taira zlokalizowanym na terenie miasta Nanto w prefekturze Toyama.

## Konkurencje
- AE = skoki akrobatyczne
  - AET = skoki akrobatyczne drużyn mieszanych
- MO = jazda po muldach
- DM = jazda po muldach podwójnych
- SS = slopestyle
- BA = big air
- HP = halfpipe

## Kalendarz zawodów

### Mężczyźni
| Lp. | Data             | Miejscowość        | Konkurencja | 1. miejsce         | 2. miejsce         | 3. miejsce         | Źr.   |
| --- | ---------------- | ------------------ | ----------- | ------------------ | ------------------ | ------------------ | ----- |
| 1.  | 7 stycznia 2025  | Beidahu Ski Resort | AE          | Yu Shengzhe        | Qi Guangpu         | Wang Guochen       | —     |
|     | 14 stycznia 2025 | Ałmaty             | AET         | Odwołano           | Odwołano           | Odwołano           | —     |
| 2.  | 14 stycznia 2025 | Ałmaty             | AE          | Roman Pogosjan     | Maksim Popow       | Ämirłan Kärymbajew | —     |
| 3.  | 8 lutego 2025    | Yabuli             | AE          | Brak potwierdzenia | Brak potwierdzenia | Brak potwierdzenia | [ 1 ] |
| 4.  | 9 lutego 2025    | Yabuli             | AE          | Brak potwierdzenia | Brak potwierdzenia | Brak potwierdzenia | [ 1 ] |
| 5.  | 10 lutego 2025   | Yabuli             | AET         | Brak potwierdzenia | Brak potwierdzenia | Brak potwierdzenia | [ 1 ] |
| 6.  | 13 lutego 2025   | O2 Resort          | MO          | Jung Dae-yoon      | Shota Hirayama     | Takuma Okada       | —     |
| 7.  | 14 lutego 2025   | O2 Resort          | MO          | Shota Hirayama     | Ikkei Fujimura     | Takuma Okada       | —     |
| 8.  | 17 lutego 2025   | Phoenix Pjongczang | HP          | Shin Dong-ho       | Kim Pyeong-on      | Kai Kakizaki       | —     |
| 9.  | 24 lutego 2025   | Oze Tokura         | SS          | Rai Kasamura       | Kenshin Muto       | Senajames Fujii    | —     |
| 10. | 25 lutego 2025   | Oze Tokura         | BA          | Rai Kasamura       | So Yamada          | Rui Ito            | —     |
| 11. | 2 marca 2025     | Sapporo Bankei     | MO          | Shota Hirayama     | Shugo Kanno        | So Matsuda         | —     |
|     | 3 marca 2025     | Ałmaty             | DM          | Odwołano           | Odwołano           | Odwołano           | —     |
| 12. | 8 marca 2025     | Taira Ski Resort   | MO          | So Matsuda         | Shugo Kanno        | Shota Hirayama     | —     |
| 13. | 9 marca 2025     | Taira Ski Resort   | MO          | Shota Hirayama     | Taiga Sasaki       | Takuma Okada       | —     |
|     | 4 kwietnia 2025  | Szymbulak          | BA          | Odwołano           | Odwołano           | Odwołano           | —     |

### Klasyfikacje
| Lp. | Zawodnik        | Punkty |
| --- | --------------- | ------ |
| 1.  | Rai Kasamura    | 200    |
| 2.  | Kenshin Muto    | 130    |
| 3.  | So Yamada       | 120    |
| 4.  | Senajames Fujii | 100    |
| 5.  | Rui Ito         | 92     |
| 6.  | Ruka Ito        | 90     |
| 7.  | Olly Nicholls   | 86     |
| 8.  | Yuto Enomoto    | 65     |
| 9.  | Mio Makita      | 47     |
| 10. | Kashu Sato      | 46     |

| Lp. | Zawodnik        | Punkty |
| --- | --------------- | ------ |
| 1.  | Rai Kasamura    | 100    |
| 2.  | Kenshin Muto    | 80     |
| 3.  | Senajames Fujii | 60     |
| 4.  | Olly Nicholls   | 50     |
| 5.  | Ruka Ito        | 45     |
| 6.  | So Yamada       | 40     |
| 7.  | Yuto Enomoto    | 36     |
| 8.  | Rui Ito         | 32     |
| 9.  | Maaku Yokokawa  | 29     |
| 10. | Makito Kurihara | 26     |

| Lp. | Zawodnik        | Punkty |
| --- | --------------- | ------ |
| 1.  | Rai Kasamura    | 100    |
| 2.  | So Yamada       | 80     |
| 3.  | Rui Ito         | 60     |
| 4.  | Kenshin Muto    | 50     |
| 5.  | Ruka Ito        | 45     |
| 6.  | Senajames Fujii | 40     |
| 7.  | Olly Nicholls   | 36     |
| 8.  | Mio Makita      | 32     |
| 9.  | Yuto Enomoto    | 29     |
| 10. | Shu Ito         | 26     |

| Lp. | Zawodnik        | Punkty |
| --- | --------------- | ------ |
| 1.  | Shin Dong-ho    | 100    |
| 2.  | Kim Pyeong-on   | 80     |
| 3.  | Kai Kakizaki    | 60     |
| 4.  | Kang Jae-hyeon  | 50     |
| 5.  | Kim Si-on       | 45     |
| 6.  | Yoon Jong-hyun  | 40     |
| 7.  | Shin Ju-won     | 36     |
| 8.  | Shin Yeong-seop | 32     |
| 9.  | Kwak Do-heon    | 29     |
| 10. | Kim Sung-joon   | 26     |

| Lp. | Zawodnik       | Punkty |
| --- | -------------- | ------ |
| 1.  | Shota Hirayama | 440    |
| 2.  | So Matsuda     | 286    |
| 3.  | Shugo Kanno    | 286    |
| 4.  | Taiga Sasaki   | 196    |
| 5.  | Takuma Okada   | 196    |
| 6.  | Hibiki Motono  | 165    |
| 7.  | Kaisei Ozasa   | 141    |
| 8.  | Ikkei Fujimura | 112    |
| 9.  | Jumpei Kawata  | 110    |
| 10. | Aoki Senda     | 102    |

### Kobiety
| Lp. | Data             | Miejscowość        | Konkurencja | 1. miejsce         | 2. miejsce         | 3. miejsce         | Źr.   |
| --- | ---------------- | ------------------ | ----------- | ------------------ | ------------------ | ------------------ | ----- |
| 1.  | 7 stycznia 2025  | Beidahu Ski Resort | AE          | Xu Mengtao         | Chen Xuezheng      | Chen Meiting       | —     |
|     | 14 stycznia 2025 | Ałmaty             | AET         | Odwołano           | Odwołano           | Odwołano           | —     |
| 2.  | 14 stycznia 2025 | Ałmaty             | AE          | Adelina Ömyrzakowa | Rajana Machanowa   | Nikol Timenko      | —     |
| 3.  | 8 lutego 2025    | Yabuli             | AE          | Brak potwierdzenia | Brak potwierdzenia | Brak potwierdzenia | [ 1 ] |
| 4.  | 9 lutego 2025    | Yabuli             | AE          | Brak potwierdzenia | Brak potwierdzenia | Brak potwierdzenia | [ 1 ] |
| 5.  | 10 lutego 2025   | Yabuli             | AET         | Brak potwierdzenia | Brak potwierdzenia | Brak potwierdzenia | [ 1 ] |
| 6.  | 13 lutego 2025   | O2 Resort          | MO          | Haruka Ihara       | Hina Fujiki        | Marin Ito          | —     |
| 7.  | 14 lutego 2025   | O2 Resort          | MO          | Hisako Kajiwara    | Marin Ito          | Hina Fujiki        | —     |
| 8.  | 17 lutego 2025   | Phoenix Pjongczang | HP          | Jeong Yu-la        | Hiyori Terasawa    | Lee So-young       | —     |
| 9.  | 24 lutego 2025   | Oze Tokura         | SS          | Anri Kawamura      | Yukine Iwamoto     | Mizuki Yamaguchi   | —     |
| 10. | 25 lutego 2025   | Oze Tokura         | BA          | Mizuki Yamaguchi   | Yukine Iwamoto     | —                  | —     |
| 11. | 2 marca 2025     | Sapporo Bankei     | MO          | Haruka Ihara       | Rin Taguchi        | Mio Tani           | —     |
|     | 3 marca 2025     | Ałmaty             | DM          | Odwołano           | Odwołano           | Odwołano           | —     |
| 12. | 8 marca 2025     | Taira Ski Resort   | MO          | Haruka Ihara       | Shiori Asano       | Kurea Mise         | —     |
| 13. | 9 marca 2025     | Taira Ski Resort   | MO          | Kurea Mise         | Shiori Asano       | Hisako Kajiwara    | —     |
|     | 4 kwietnia 2025  | Szymbulak          | BA          | Odwołano           | Odwołano           | Odwołano           | —     |

### Klasyfikacje
| Lp. | Zawodniczka      | Punkty |
| --- | ---------------- | ------ |
| 1.  | Mizuki Yamaguchi | 160    |
| 2.  | Yukine Iwamoto   | 160    |
| 3.  | Anri Kawamura    | 100    |

| Lp. | Zawodniczka      | Punkty |
| --- | ---------------- | ------ |
| 1.  | Anri Kawamura    | 100    |
| 2.  | Yukine Iwamoto   | 80     |
| 3.  | Mizuki Yamaguchi | 60     |

| Lp. | Zawodniczka      | Punkty |
| --- | ---------------- | ------ |
| 1.  | Mizuki Yamaguchi | 100    |
| 2.  | Yukine Iwamoto   | 80     |

| Lp. | Zawodniczka     | Punkty |
| --- | --------------- | ------ |
| 1.  | Jeong Yu-la     | 100    |
| 2.  | Hiyori Terasawa | 80     |
| 3.  | Lee So-young    | 60     |
| 4.  | Lim Yeon-ju     | 50     |
| 5.  | Tomoko Yamada   | 45     |
| 6.  | Shin Hye-rin    | 40     |
| 7.  | Park So-yul     | 36     |
| 8.  | Kim So-dam      | 32     |

| Lp. | Zawodniczka     | Punkty |
| --- | --------------- | ------ |
| 1.  | Haruka Ihara    | 350    |
| 2.  | Shiori Asano    | 290    |
| 3.  | Hisako Kajiwara | 260    |
| 4.  | Kurea Mise      | 253    |
| 5.  | Rin Taguchi     | 180    |
| 6.  | Nanami Mizunuma | 173    |
| 7.  | Hikaru Sakai    | 161    |
| 8.  | Yui Takagishi   | 148    |
| 9.  | Hina Fujiki     | 140    |
| 9.  | Marin Ito       | 140    |